# 751 a.C.

## Eventos
- Piiê filho de Cáchita, tornou-se o Segundo Faraó da XXV dinastia egípcia e o Terceiro Rei da dinastia napatana do Reino de Cuxe [1]